# Gmina Gródek nad Dunajcem
Die Gmina Gródek nad Dunajcem ist eine Landgemeinde im Powiat Nowosądecki der Woiwodschaft Kleinpolen in Polen. Ihr Sitz ist das gleichnamige Dorf mit etwa 1000 Einwohnern.

## Geographie
Zu den Gewässern gehört der Fluss Dunajec mit dem Stausee Jezioro Rożnowskie.

## Geschichte
Die Gemeinde wurde 1973 gegründet, sie gehörte von 1975 bis 1998 zur Woiwodschaft Nowy Sącz.

## Gliederung
Zur Landgemeinde (gmina wiejska) Gródek nad Dunajcem gehören folgende 14 Ortsteile mit einem Schulzenamt:
Bartkowa-Posadowa
Bujne
Gródek nad Dunajcem
Jelna
Jelna-Działy
Lipie
Podole-Górowa
Przydonica
Przydonica-Glinik
Roztoka-Brzeziny
Rożnów
Sienna
Tropie
Zbyszyce